# Michael X
Michael X, richtig Michael de Freitas (* 1933 in Port of Spain; † 16. Mai 1975 ebenda), war ein aus Trinidad und Tobago stammender radikaler Aktivist. Er war ein selbsternannter schwarzer Revolutionär und Bürgerrechtsaktivist, der in den 1960er-Jahren in London und Trinidad tätig war. Er war auch bekannt als Michael Abdul Malik und Abdul Malik. 1972 als Mörder verurteilt, wurde er 1975 im Gefängnis von Port of Spain gehängt.

## Leben
Michael de Freitas war der Sohn eines portugiesischstämmigen Ladenbesitzers namens de Freitas aus der britischen Kolonie St. Christopher-Nevis-Anguilla und der schwarzen, aus Barbados stammenden Iona Brown. Seine Eltern waren nicht verheiratet und trennten sich, als Michael vier Jahre alt war. Seine weitere Kindheit verbrachte er mit seiner Mutter und ihrem neuen Lebensgefährten im Port of Spainer Stadtteil Belmont. 1957 emigrierte er nach einigen Jahren als Matrose nach Großbritannien, wo er sich zunächst in Cardiff und einige Jahre später in der Gegend um das Notting Hill Gate in London niederließ. Er wurde Zuhälter, Drogenhändler, Spielhallenbetreiber und Schläger für Peter Rachman, einen polnischstämmigen Immobilienhai. Noch 1957 oder 1958 heiratete er eine ebenfalls in London lebende Guyanesin.
De Freitas wurde ein Black-Power-Führer in Großbritannien. Im Observer wurde er 1965 von Colin McGlashan „die authentische Stimme der schwarzen Bitternis“ genannt. Im selben Jahr traf er in London auf den US-amerikanischen Bürgerrechtler Malcolm X. Die Begegnung inspirierte de Freitas, sich das Pseudonym „Michael X“ zu geben. Nachdem ebenfalls 1965 der erste britische Race Relations Act verabschiedet wurde, der Schwarze und Asiaten vor Diskriminierung schützen sollte, war Michael X 1967 der erste Nichtweiße, der aufgrund dieses Gesetzes verurteilt und inhaftiert wurde: Aufgrund des ihm vorgeworfen Versuchs die Feindlichkeit zwischen Weißen und Schwarzen zu erhöhen, erhielt er 12 Monate Haft.
Unter dem Namen Abdul Malik gründete er 1969 die Racial Adjustment Action Society und wurde selbsternannter Führer der Black-Power-Kommune Black House in der Holloway Road. Die Kommune wurde von dem jungen Millionär und Aussteiger Nigel Samuel, Sohn des Gründers der Handelskette H Samuel Jewellers Howard Samuel, finanziert. Michael X sagte: „Sie haben mich zum Erzbischof der Gewalt in diesem Land gemacht. Aber diese Get-a-gun-Rhetorik ist vorbei. Wir reden darüber, wirkliche Dinge in dieser Gemeinschaft zu schaffen, die von der Gemeinschaft gebraucht werden. Wir haben da eine gesunde Betrachtungsweise.“ John Lennon und Yoko Ono spendeten einen Beutel mit Haaren zur Versteigerung, um das Black House zu unterstützen. In der von der Presse so genannten „Sklavenkettenaffäre“ wurde der Geschäftsmann Marvin Brown, der mit dem Black House in Verbindung stand, dort zusammengeschlagen und gezwungen, mit einem Stachelhalsband durch das Haus zu gehen, während Michael X und andere ihm Geld abzupressen suchten. Das unterfinanzierte und durch freiwillige Mitarbeit unterhaltene Black House schloss im Herbst 1970. Unter ungeklärten Umständen brannte es ab, und bald darauf wurden Michael X und vier weitere Personen wegen Erpressung inhaftiert. Die Kaution zahlte im Januar 1971 John Lennon.
Im Februar 1971 floh Michael X nach Trinidad, wo er 26 Kilometer östlich der Hauptstadt Port of Spain eine Landkommune zur „Erweckung der Schwarzen“ gründete. „Die einzige Politik, die ich je verstand, ist die Politik der Revolution, die Politik der Änderung, die Politik eines völlig neuen Systems.“ erklärte er im Trinidad Express.
Er gründete eine andere, „Black House“ genannte Kommune, die im Februar 1972 ebenfalls niederbrannte. Michael X wurde 1972 des Mordes an Joseph Skerritt angeklagt. Skerritt war ein Mitglied der Black Liberation Army und hatte sich der Anweisung von Michael X widersetzt, eine Polizeistation anzugreifen. Die Anklage besagte, dass ein Komplize auf Michael X’ Geheiß Skerritt mit einem Entermesser niedergestreckt habe. Sein Leichnam wurde zusammen mit dem von Gale Ann Benson entdeckt, als die Polizei die Umgebung des Black House untersuchte. Die Körper waren verbrannt worden und lagen in einem flachen Grab. Benson, auch Hale Kimga genannt, war die Tochter des konservativen Unterhaus-Abgeordneten Leonard F. Plugge. Michael X floh wenige Tage nach dem Feuer in seiner Kommune nach Guyana, wo er gestellt wurde. 
Ein Save Malik Committee bat um Begnadigung. Zum Komitee gehörten Angela Davis, Dick Gregory, Kate Millett und der radikale Anwalt William Kunstler, der von John Lennon dafür bezahlt wurde. Michael X wurde 1975 gehängt.

## Rezeption
Michael X’ Darstellung in der britischen Politik war übertrieben. Stewart Home schrieb dazu: „Die von Malik geführte Black-Power-Gruppe RAAS (Radical Adjustment Action Society) existierte größtenteils nur auf dem Papier. Die Mitgliederzahl wurde zum Nutzen der Presse massiv übertrieben. Malik als Schreckensfigur lieferte eine gute Vorlage. Geschichten über ihn steigerten den Verkauf und zeigten letztlich, dass der Umstand, dass seine organisierte Gefolgschaft in Wirklichkeit winzig war, nicht auf der Agenda der Journalisten stand, die ihm Platz in den Kolumnen einräumten.“
Michael X ist Gegenstand des 1980 veröffentlichten Essays The Return of Eva Perón with the Killings in Trinidad von V. S. Naipaul und wahrscheinlich die Figur Jimmy Ahmed in Naipauls Roman Guerrillas von 1975. Er ist weiterhin eine der Figuren im Spielfilm The Bank Job, dessen Handlung auf einem tatsächlichen Banküberfall von 1971 beruht. Im Film wird behauptet, dass Michael X kompromittierende Fotos mit Prinzessin Margaret in einem Bankschließfach verwahrt habe, um sich vor polizeilicher Verfolgung zu schützen. Seine Akte in den National Archives sei noch bis 2054 unter Verschluss.

## Werk
Als Michael Abdul Malik veröffentlichte Michael X 1968 das Buch Von Michael Freitas zu Michael X bei André Deutsch. Er hinterließ weiterhin ein Romanfragment über einen schwarzen Helden, der die Bewunderung der Erzählerin gewinnt – einer britischen Frau namens Lena Boyd-Richardson, die davon beeindruckt ist, in seinem Bücherregal den staubfreien Roman Salambo, das Meisterwerk von Gustave Flaubert, zu finden. „Ich entdeckte, dass er nicht nur die Bücher besaß, sondern sie auch las und verstand. Ich war buchstäblich verblüfft, absolut. Ich nahm einen Stuhl und starrte auf dieses Wunder.“